# US Open of Surfing
Pour les articles homonymes, voir US Open.
L'US Open of Surfing est une compétition de surf qui se dispute chaque année au mois d'août à Huntington Beach, en Californie aux États-Unis. L'épreuve créée en 1959 fait partie des plus prestigieuses compétitions internationales et est inscrite au calendriers CT féminin et QS masculin. L'US Open a connu différents noms au cours du temps principalement en raison des changements de sponsors. Le format de l'épreuve a également varié selon les éditions.

## Palmarès

### Masculin
| Année                              | Vainqueur                                                                           | Score | Finaliste(s)                                                                | Score(s)          |
| ---------------------------------- | ----------------------------------------------------------------------------------- | ----- | --------------------------------------------------------------------------- | ----------------- |
| West Coast Surfing Championship    |                                                                                     |       |                                                                             |                   |
| 1959                               | Jack Haley                                                                          |       |                                                                             |                   |
| 1960                               | Mike Haley                                                                          |       |                                                                             |                   |
| 1961                               | Ron Sizemore                                                                        |       |                                                                             |                   |
| 1962                               | Ilima Kalama                                                                        |       |                                                                             |                   |
| 1963                               | L. J. Richards                                                                      |       |                                                                             |                   |
| United States Surfing Championship |                                                                                     |       |                                                                             |                   |
| 1964                               | Jim Craig                                                                           |       |                                                                             |                   |
| 1965                               | Mark Martinson                                                                      |       |                                                                             |                   |
| 1966                               | Corky Carroll                                                                       |       |                                                                             |                   |
| 1967                               | Corky Carroll                                                                       |       |                                                                             |                   |
| 1968                               | David Nuuhiwa                                                                       |       |                                                                             |                   |
| 1969                               | Corky Carroll                                                                       |       |                                                                             |                   |
| 1970                               | David Nuuhiwa                                                                       |       |                                                                             |                   |
| 1971                               | Brad McCaul                                                                         |       |                                                                             |                   |
| 1972                               | Dale Dobson                                                                         |       |                                                                             |                   |
| Op Pro                             |                                                                                     |       |                                                                             |                   |
| 1982                               | Cheyne Horan                                                                        |       | Shaun Tomson                                                                |                   |
| 1983                               | Tom Curren                                                                          |       | Joey Buran                                                                  |                   |
| 1984                               | Tom Curren                                                                          |       | Cheyne Horan                                                                |                   |
| 1985                               | Mark Occhilupo                                                                      |       | Tom Curren                                                                  |                   |
| 1986                               | Mark Occhilupo                                                                      |       | Glen Winton                                                                 |                   |
| 1987                               | Barton Lynch                                                                        |       | Sunny Garcia                                                                |                   |
| 1988                               | Tom Curren                                                                          |       | Gary Elkerton                                                               |                   |
| 1989                               | Richie Collins                                                                      | 108.3 | Tom Curren                                                                  | 105.1             |
| 1990                               | Todd Holland                                                                        |       | Marty Thomas                                                                |                   |
| 1991                               | Barton Lynch                                                                        |       | Richie Collins                                                              |                   |
| 1992                               | États-Unis Kelly Slater Richie Collins Todd Holland Mike Parsons Alisa Schwarzstein | 18    | Australie Gary Elkerton Richard Marsh Shane Powell Glen Winton Pam Burridge | 6                 |
| 1993                               | Sunny Garcia                                                                        |       | Jojó de Olivença Shane Beschen Barton Lynch                                 |                   |
| US Open of Surfing                 |                                                                                     |       |                                                                             |                   |
| 1994                               | Rob Machado                                                                         |       | Kelly Slater Jake Spooner Matt Hoy                                          |                   |
| 1995                               | Sunny Garcia                                                                        |       | Taylor Knox Rob Machado Fábio Gouveia                                       |                   |
| 1996                               | Kelly Slater                                                                        | 21.00 | Shane Beschen                                                               | 16.75             |
| 1997                               | Beau Emerton                                                                        | 28.93 | Kelly Slater Victor Ribas Nathan Webster                                    | 28.16 25.79 25.73 |
| 1998                               | Andy Irons                                                                          |       | Tim Curran Daniel Wills Todd Prestage                                       |                   |
| 1999                               | Shea Lopez                                                                          | 23.35 | Rob Machado Neco Padaratz Ross Williams                                     | 18.00 14.55 8.50  |
| 2000                               | Sunny Garcia                                                                        |       | Dan Malloy Rob Machado Kalani Robb                                          |                   |
| 2001                               | Rob Machado                                                                         |       | Marcelo Nunes Toby Martin Rodrigo Dornelles                                 |                   |
| 2002                               | Kalani Robb                                                                         |       | Trent Munro Tom Whitaker Tim Curran                                         |                   |
| 2003                               | Cory Lopez                                                                          | 16.60 | Taj Burrow Andy Irons Bobby Martinez                                        | 15.17 10.94 7.83  |
| 2004                               | Taj Burrow                                                                          | 13.50 | Trent Munro Cory Lopez Frederick Patacchia                                  | 12.70 12.33 10.46 |
| 2005                               | Andy Irons                                                                          | 13.10 | Rob Machado                                                                 | 12.66             |
| 2006                               | Rob Machado                                                                         | 13.83 | Roy Powers                                                                  | 11.20             |
| 2007                               | C. J. Hobgood                                                                       | 12.60 | Jérémy Florès                                                               | 11.17             |
| 2008                               | Nathaniel Curran                                                                    | 11.66 | Tim Boal                                                                    | 10.70             |
| 2009                               | Brett Simpson                                                                       | 16.93 | Mick Fanning                                                                | 12.50             |
| 2010                               | Brett Simpson                                                                       | 13.97 | Jordy Smith                                                                 | 8.33              |
| 2011                               | Kelly Slater                                                                        | 16.27 | Yadin Nichol                                                                | 12.40             |
| 2012                               | Julian Wilson                                                                       | 17.53 | Miguel Pupo                                                                 | 14.76             |
| 2013                               | Alejo Muniz                                                                         | 16.23 | Kolohe Andino                                                               | 14.54             |
| 2014                               | Filipe Toledo                                                                       | 17.56 | Willian Cardoso                                                             | 12.80             |
| 2015                               | Hiroto Ohhara                                                                       | 14.50 | Tanner Hendrickson                                                          | 12.90             |
| 2016                               | Filipe Toledo                                                                       | 14.90 | Ethan Ewing                                                                 | 10.46             |

### Féminin
| Année                              | Vainqueur                                          | Score                                              | Finaliste(s)                                       | Score(s)                                           |
| ---------------------------------- | -------------------------------------------------- | -------------------------------------------------- | -------------------------------------------------- | -------------------------------------------------- |
| West Coast Surfing Championship    |                                                    |                                                    |                                                    |                                                    |
| 1959                               | Linda Benson                                       |                                                    |                                                    |                                                    |
| 1960                               | Linda Benson                                       |                                                    |                                                    |                                                    |
| 1961                               | Linda Benson                                       |                                                    |                                                    |                                                    |
| 1962                               | Gudie Wilkie                                       |                                                    |                                                    |                                                    |
| 1963                               | Candy Calhoun                                      |                                                    |                                                    |                                                    |
| United States Surfing Championship |                                                    |                                                    |                                                    |                                                    |
| 1964                               | Linda Benson                                       |                                                    |                                                    |                                                    |
| 1965                               | Joyce Hoffman                                      |                                                    |                                                    |                                                    |
| 1966                               | Joyce Hoffman                                      |                                                    |                                                    |                                                    |
| 1967                               | Joyce Hoffman                                      |                                                    |                                                    |                                                    |
| 1968                               | Linda Benson                                       |                                                    |                                                    |                                                    |
| 1969                               | Sharron Weber                                      |                                                    |                                                    |                                                    |
| 1970                               | Joyce Hoffman                                      |                                                    |                                                    |                                                    |
| 1971                               | Jericho Poppler                                    |                                                    |                                                    |                                                    |
| 1972                               | Mary Setterholm                                    |                                                    |                                                    |                                                    |
| Op Pro                             |                                                    |                                                    |                                                    |                                                    |
| 1982                               | Becky Benson                                       |                                                    |                                                    |                                                    |
| 1983                               | Kim Mearig                                         |                                                    |                                                    |                                                    |
| 1984                               | Frieda Zamba                                       |                                                    |                                                    |                                                    |
| 1985                               | Jodie Cooper                                       |                                                    |                                                    |                                                    |
| 1986                               | Frieda Zamba                                       |                                                    |                                                    |                                                    |
| 1987                               | Wendy Botha                                        |                                                    |                                                    |                                                    |
| 1988                               | Jorja Smith                                        |                                                    |                                                    |                                                    |
| 1989                               | Frieda Zamba                                       |                                                    |                                                    |                                                    |
| 1990                               | Frieda Zamba                                       |                                                    |                                                    |                                                    |
| 1991                               | Frieda Zamba                                       |                                                    |                                                    |                                                    |
| 1992                               | Épreuve mixte par équipes (voir palmarès masculin) | Épreuve mixte par équipes (voir palmarès masculin) | Épreuve mixte par équipes (voir palmarès masculin) | Épreuve mixte par équipes (voir palmarès masculin) |
| 1993                               | Kim Mearig                                         |                                                    |                                                    |                                                    |
| US Open of Surfing                 |                                                    |                                                    |                                                    |                                                    |
| 1994                               | Lisa Andersen                                      |                                                    |                                                    |                                                    |
| 1995                               | Neridah Falconer                                   |                                                    |                                                    |                                                    |
| 1996                               | Layne Beachley                                     |                                                    |                                                    |                                                    |
| 1997                               | Rochelle Ballard                                   |                                                    |                                                    |                                                    |
| 1998                               | Layne Beachley                                     |                                                    |                                                    |                                                    |
| 1999                               | Keala Kennelly                                     |                                                    |                                                    |                                                    |
| 2000                               | Tita Tavares                                       |                                                    |                                                    |                                                    |
| 2001                               | Pauline Menczer                                    |                                                    |                                                    |                                                    |
| 2002                               | Pauline Menczer                                    |                                                    |                                                    |                                                    |
| 2003                               | Chelsea Georgeson                                  |                                                    |                                                    |                                                    |
| 2004                               | Chelsea Georgeson                                  |                                                    |                                                    |                                                    |
| 2005                               | Julia Christian                                    |                                                    |                                                    |                                                    |
| 2006                               | Sofía Mulánovich                                   |                                                    |                                                    |                                                    |
| 2007                               | Stephanie Gilmore                                  |                                                    |                                                    |                                                    |
| 2008                               | Malia Manuel                                       |                                                    |                                                    |                                                    |
| 2009                               | Courtney Conlogue                                  |                                                    |                                                    |                                                    |
| 2010                               | Carissa Moore                                      | 12.50                                              | Sally Fitzgibbons                                  | 3.83                                               |
| 2011                               | Sally Fitzgibbons                                  | 14.23                                              | Lakey Peterson                                     | 12.40                                              |
| 2012                               | Lakey Peterson                                     | 10.90                                              | Carissa Moore                                      | 8.64                                               |
| 2013                               | Carissa Moore                                      | 16.00                                              | Courtney Conlogue                                  | 15.27                                              |
| 2014                               | Tyler Wright                                       | 14.77                                              | Stephanie Gilmore                                  | 13.16                                              |
| 2015                               | Johanne Defay                                      | 13.54                                              | Sally Fitzgibbons                                  | 11.83                                              |
| 2016                               | Tatiana Weston-Webb                                | 12.96                                              | Malia Manuel                                       | 11.34                                              |